# Daddy (Psy)
Daddy è un brano musicale del rapper sudcoreano Psy, contenuto nel suo sesto album in studio Psy 7th Album e pubblicato il 30 novembre 2015.

## Descrizione
Daddy, il cui testo è stato scritto da Psy, Teddy Park, Dominique Regiacorte, Jean-Luc Jacques Michel Drion e will.i.am e la musica dagli stessi più Yoo Gun-hyung e Future Bounce, trae ispirazione dal brano di will.i.am I Got It from My Mama. Il brano vede la partecipazione della cantante delle 2NE1, CL, che compare anche nel video musicale della canzone.

## Video musicale
Il video musicale del brano è stato pubblicato il 30 novembre 2015 sul canale YouTube ufficiale di Psy, e vede il rapper interprete di sé stesso, di suo padre e di suo figlio sedurre le compagne di scuola, le maestre e le altre signore ballando e cantando la canzone. Ha superato il milione di visualizzazioni appena dopo qualche ora dalla sua pubblicazione.

## Classifiche
| Classifica (2015) | Posizione massima |
| ----------------- | ----------------- |
| Canada            | 36                |
| Corea del Sud     | 1                 |
| Finlandia         | 20                |
| Stati Uniti       | 97                |